# Conjunto exiguo
En el campo matemático de la topología general, un conjunto exiguo (también llamado conjunto escaso o conjunto de primera categoría) es un subconjunto de un espacio topológico que es pequeño o negligible en el sentido preciso que se detalla a continuación. Un conjunto que no es exiguo se denomina no exiguo, o de segunda categoría. Consúltense a continuación las definiciones de otros términos relacionados.
Los subconjuntos exiguos de un espacio fijo forman un ideal σ de subconjuntos, es decir, cualquier subconjunto de un conjunto exiguo es exiguo, y la unión numerable de muchos conjuntos exiguos es exigua.
Los conjuntos exiguos juegan un papel importante en la formulación de la noción de espacio de Baire y del teorema de categorías de Baire, que se utilizan en la demostración de varios resultados fundamentales del análisis funcional.

## Definiciones
En todo momento, {\displaystyle X} será un espacio topológico.
La definición de conjunto exiguo utiliza la noción de un subconjunto denso en ninguna parte de {\displaystyle X}, es decir, un subconjunto de {\displaystyle X} cuya clausura tiene un interior vacío (consúltese el artículo correspondiente para más detalles).
Un subconjunto de {\displaystyle X} se llama exiguo en {\displaystyle X}, subconjunto exiguo de {\displaystyle X}, o de primera categoría en {\displaystyle X} si es una unión numerable de subconjuntos densos en ninguna parte de {\displaystyle X}. En caso contrario, el subconjunto se llama no exiguo en {\displaystyle X}, subconjunto no exiguo de {\displaystyle X}, o de segunda categoría en {\displaystyle X}. El calificativo "en {\displaystyle X}" se puede omitir si el espacio entorno se fija y se entiende desde el contexto.
Un espacio topológico se llama exiguo (respectivamente, no exiguo) si es un subconjunto exiguo (respectivamente, no exiguo) de sí mismo.
Un subconjunto {\displaystyle A} de {\displaystyle X} se denomina coexiguo en {\displaystyle X}, o conjunto residual en {\displaystyle X}, si su complemento {\displaystyle X\setminus A} es exiguo en {\displaystyle X} (este uso del prefijo "co" es consistente con su uso en otros términos como "cofinito").
Un subconjunto es igual a {\displaystyle X} si y solo si es igual a una intersección numerable de conjuntos, cada uno de cuyos interiores es denso en {\displaystyle X}.
Observaciones sobre terminología
No deben confundirse los conceptos de no exiguo y coexiguo. Si el espacio {\displaystyle X} es exiguo, cada subconjunto es al mismo tiempo exiguo y coexiguo, y no hay conjuntos que no sean exiguos. Si el espacio {\displaystyle X} no es exiguo, ningún conjunto es al mismo tiempo exiguo y coexiguo, todo conjunto coexiguo es no exiguo y puede haber conjuntos no exiguos que no lo sean, es decir, con complemento no exiguo (consúltese la sección de Ejemplos a continuación).
Como punto adicional de terminología, si a un subconjunto {\displaystyle A} de un espacio topológico {\displaystyle X} se le da la topología traza inducida a partir de {\displaystyle X}, se puede hablar de que es un espacio exiguo, es decir, un subconjunto exiguo de sí mismo (cuando se lo considera como un espacio topológico propiamente dicho). En este caso, {\displaystyle A} también puede denominarse un subespacio exiguo de {\displaystyle X}, lo que significa un espacio exiguo cuando se le da la topología del subespacio. Es importante destacar que esto no es lo mismo que ser exiguo en todo el espacio {\displaystyle X} (consúltense las secciones Propiedades y Ejemplos a continuación para conocer la relación entre los dos). De manera similar, un subespacio no exiguo será un conjunto que no es exiguo en sí mismo, lo cual no es lo mismo que ser no exiguo en todo el espacio. Sin embargo, debe tenerse en cuenta que en el contexto de un espacio vectorial topológico algunos autores pueden usar la frase "subespacio exiguo/no exiguo" para referirse a un subespacio vectorial que es un conjunto exiguo/no exiguo en relación con todo el espacio.
Los términos primera categoría y segunda categoría fueron los utilizados originalmente por René-Louis Baire en su tesis de 1899. La denominación empleada en inglés, meagre ("pobre", "exiguo" o "escaso" en francés), fue introducida por Bourbaki en 1948.

## Ejemplos
- El conjunto vacío es siempre un subconjunto cerrado en ninguna parte denso (y por tanto, exiguo) de todo espacio topológico.

- En el espacio no exiguo {\displaystyle X=[0,1]\cup ([2,3]\cap \mathbb {Q} )} el conjunto {\displaystyle [2,3]\cap \mathbb {Q} } es exiguo. El conjunto {\displaystyle [0,1]} no es exiguo y es coexiguo.

- En el espacio no exiguo {\displaystyle X=[0,2]}, el conjunto {\displaystyle [0,1]} no es exiguo. Pero no es coexiguo, ya que su complemento {\displaystyle (1,2]} también lo es.

- Un espacio T1 numerable sin puntos aislados es exiguo. Por lo tanto, también es exiguo en cualquier espacio que lo contenga como subespacio. Por ejemplo, {\displaystyle \mathbb {Q} } es a la vez un subespacio exiguo de {\displaystyle \mathbb {R} } (es decir, exiguo en sí mismo con la topología del subespacio inducida a partir de {\displaystyle \mathbb {R} }) y un subconjunto exiguo de {\displaystyle \mathbb {R} }.

- El conjunto de Cantor no es denso en ninguna parte en {\displaystyle \mathbb {R} } y, por lo tanto, exiguo en {\displaystyle \mathbb {R} }. Pero no es exiguo en sí mismo, ya que es un espacio métrico completo.

- El conjunto {\displaystyle ([0,1]\cap \mathbb {Q} )\cup \{2\}} no es denso en {\displaystyle \mathbb {R} }, pero es exiguo en {\displaystyle \mathbb {R} }. No es exiguo en sí mismo (ya que, como subespacio, contiene un punto aislado).

- La recta {\displaystyle \mathbb {R} \times \{0\}} es exigua en el plano {\displaystyle \mathbb {R} ^{2}}; pero es un subespacio no exiguo, es decir, no es exiguo en sí mismo.

- El conjunto {\displaystyle S=(\mathbb {Q} \times \mathbb {Q} )\cup (\mathbb {R} \times \{0\})} es un subconjunto exiguo de {\displaystyle \mathbb {R} ^{2}} aunque su subconjunto exiguo {\displaystyle \mathbb {R} \times \{0\}} es un subespacio no exiguo (es decir, {\displaystyle \mathbb {R} }) no es un espacio topológico exiguo).[6]

- Un espacio de Hausdorff numerable sin puntos aislados es exiguo, mientras que cualquier espacio topológico que contenga un punto aislado no es exiguo.[6]

- Debido a que los números racionales son numerables, son exiguos como subconjunto de los reales y como espacio, es decir, no forman un espacio de Baire.

- Cualquier espacio topológico que contenga un punto aislado no es exiguo[6] (porque ningún conjunto que contenga el punto aislado puede ser denso en ninguna parte). En particular, cada espacio discreto no vacío no es exiguo.

- Hay un subconjunto {\displaystyle H} de los números reales {\displaystyle \mathbb {R} } que divide cada conjunto abierto no vacío en dos conjuntos no exiguos. Es decir, para cada conjunto abierto no vacío {\displaystyle U\subseteq \mathbb {R} }, los conjuntos {\displaystyle U\cap H} y {\displaystyle U\setminus H} no son exiguos.

- En el espacio {\displaystyle C([0,1])} de funciones continuas de valores reales en {\displaystyle [0,1]} con una topología de convergencia uniforme, el conjunto {\displaystyle A} de funciones continuas de valores reales en {\displaystyle [0,1]} que tienen una derivada en algún punto es exiguo.[7][8] Dado que {\displaystyle C([0,1])} es un espacio métrico completo, no es exiguo. Por lo tanto, el complemento de {\displaystyle A}, que consta de funciones diferenciables continuas de valor real en {\displaystyle [0,1]}, es coexiguo y no exiguo. En particular, ese conjunto no está vacío. Esta es una forma de mostrar la existencia de funciones continuas no diferenciables en ninguna parte.

## Caracterizaciones y condiciones suficientes
Cada espacio de Baire no vacío no es exiguo. En particular, según el teorema de categorías de Baire, cada espacio métrico completo no vacío y cada espacio localmente compacto de Hausdorff no vacío no es exiguo.
Todo espacio de Baire es no exiguo, pero existen espacios no exiguos que no son espacios de Baire. Dado que los espacios métricos pseudométricos completos, en su condición de espacios de Hausdorff localmente compactos son espacios de Baire, también son espacios no exiguos.
Cualquier subconjunto de un conjunto exiguo es un conjunto exiguo, al igual que la unión de una cantidad numerable de conjuntos exiguos.
Si {\displaystyle h:X\to X} es un homeomorfismo, entonces un subconjunto {\displaystyle S\subseteq X} es exiguo si y solo si {\displaystyle h(S)} es exiguo.
Todo subconjunto denso en ninguna parte es un conjunto exiguo. En consecuencia, cualquier subconjunto cerrado de {\displaystyle X} cuyo interior en {\displaystyle X} esté vacío es de primera categoría de {\displaystyle X} (es decir, es un subconjunto exiguo de {\displaystyle X}).
El teorema de categorías de Banach establece que en cualquier espacio {\displaystyle X}, la unión de cualquier familia numerable de conjuntos abiertos de primera categoría es de primera categoría.
Todos los subconjuntos y todas las uniones numerables de conjuntos exiguos son exiguos. Así, los subconjuntos exiguos de un espacio fijo forman un ideal σ de subconjuntos, una noción adecuada de conjunto negligible. Dualmente, todos los superconjuntos y todas las intersecciones numerables son conjuntos iguales. Todo superconjunto de un conjunto no exiguo es no exiguo.
Supóngase que {\displaystyle A\subseteq Y\subseteq X}, donde {\displaystyle Y} tiene la topología del subespacio inducida a partir de {\displaystyle X}. El conjunto {\displaystyle A} puede ser exiguo en {\displaystyle X} sin ser exiguo en {\displaystyle Y}. Sin embargo, se cumplen los siguientes resultados:
- Si {\displaystyle A} es exiguo en {\displaystyle Y}, entonces {\displaystyle A} es exiguo en {\displaystyle X}.
- Si {\displaystyle Y} está abierto en {\displaystyle X}, entonces {\displaystyle A} es exiguo en {\displaystyle Y} si y solo si {\displaystyle A} es exiguo en {\displaystyle X}.
- Si {\displaystyle Y} es denso en {\displaystyle X}, entonces {\displaystyle A} es exiguo en {\displaystyle Y} si y solo si {\displaystyle A} es exiguo en {\displaystyle X}.

Y correspondientemente para conjuntos no exiguos:
- Si {\displaystyle A} es no exiguo en {\displaystyle X}, entonces {\displaystyle A} es no exiguo en {\displaystyle Y.}
- Si {\displaystyle Y} está abierto en {\displaystyle X}, entonces {\displaystyle A} es no exiguo en {\displaystyle Y} si y solo si {\displaystyle A} es no exiguo en {\displaystyle X}.
- Si {\displaystyle Y} es denso en {\displaystyle X}, entonces {\displaystyle A} no es exiguo en {\displaystyle Y} si y solo si {\displaystyle A} no es exiguo en {\displaystyle X}.

En particular, cada subconjunto de {\displaystyle X} que es exiguo en sí mismo es exiguo en {\displaystyle X}. Cada subconjunto de {\displaystyle X} que es no exiguo en {\displaystyle X} es no exiguo en sí mismo. Y para un conjunto abierto o denso en {\displaystyle X}, ser exiguo en {\displaystyle X} equivale a ser exiguo en sí mismo, y lo mismo ocurre con la propiedad no exiguo.
Un espacio topológico {\displaystyle X} es no exiguo si y solo si cada intersección numerable de conjuntos abiertos densos en {\displaystyle X} no está vacía.
Cualquier superconjunto de un conjunto coexiguo es coexiguo, al igual que la intersección de muchos conjuntos coexiguos numerables (debido a que la unión numerable de conjuntos numerables es numerable).

## Propiedades
Un espacio localmente convexo no exiguo es un espacio barrilado.
Todos los subconjuntos de {\displaystyle X} que no son densos en ninguna parte son exiguos. En consecuencia, cualquier subconjunto cerrado con interior vacío es exiguo. Por lo tanto, un subconjunto cerrado de {\displaystyle X} que es de segunda categoría en {\displaystyle X} debe tener un interior no vacío en {\displaystyle X} (porque de lo contrario, no sería denso en ninguna parte y, por lo tanto, sería de primera categoría).
Si {\displaystyle B\subseteq X} es de segunda categoría en {\displaystyle X} y si {\displaystyle S_{1},S_{2},\ldots } son subconjuntos de {\displaystyle X} tales que {\displaystyle B\subseteq S_{1}\cup S_{2}\cup \cdots }, entonces al menos un {\displaystyle S_{n}} es de segunda categoría en {\displaystyle X}.

### Subconjuntos exiguos y la medida de Lebesgue
Existen subconjuntos densos en ninguna parte (que, por lo tanto, son subconjuntos exiguos) que tengan medida de Lebesgue positiva.
Un conjunto exiguo en {\displaystyle \mathbb {R} } no necesita tener medida de Lebesgue cero, e incluso puede tener medida completa. Por ejemplo, en el intervalo {\displaystyle [0,1]}, los conjuntos grusos de Cantor, como el conjunto de Smith-Volterra-Cantor, no son densos en ningún lugar cerrado y pueden construirse con una medida arbitrariamente cercana a {\displaystyle 1}. La unión de una cantidad numerable de tales conjuntos con medida cercana a {\displaystyle 1} da un subconjunto exiguo de {\displaystyle [0,1]} con medida {\displaystyle 1}.
Dualmente, pueden existir conjuntos no exiguos con medida cero. El complemento de cualquier conjunto exiguo de medida {\displaystyle 1} en {\displaystyle [0,1]} (por ejemplo el del párrafo anterior) tiene medida {\displaystyle 0} y es coexiguo en {\displaystyle [0,1]}, y por lo tanto, no exiguo en {\displaystyle [0,1]} ya que {\displaystyle [0,1]} es un espacio de Baire.
A continuación figura otro ejemplo de un conjunto no exiguo en {\displaystyle \mathbb {R} } con medida {\displaystyle 0}:
{\displaystyle \bigcap _{m=1}^{\infty }\bigcup _{n=1}^{\infty }\left(r_{n}-\left({\tfrac {1}{2}}\right)^{n+m},r_{n}+\left({\tfrac {1}{2}}\right)^{n+m}\right)}
donde {\displaystyle r_{1},r_{2},\ldots } es una secuencia que enumera los números racionales.

### Relación con la jerarquía de Borel
Así como un subconjunto no denso en ningún lugar no necesita ser cerrado, sino que siempre está contenido en un subconjunto cerrado denso en ningún lugar (es decir, su cierre), un conjunto exiguo no necesita ser un conjunto {\displaystyle F_{\sigma }} (unión numerable de conjuntos cerrados), sino que siempre está contenido en un conjunto {\displaystyle F_{\sigma }} formado a partir de conjuntos densos en ninguna parte (tomando el cierre de cada conjunto).
Dualmente, así como el complemento de un conjunto no denso en ninguna parte no necesita ser abierto, pero tiene un interior denso (es decir, contiene un conjunto abierto denso), un conjunto coexiguo no necesita ser un conjunto {\displaystyle G_{\delta }} (intersección numerable de conjuntos abiertos), sino que contiene un conjunto {\displaystyle G_{\delta }} denso formado a partir de conjuntos abiertos densos.

## Conjunto de Banach-Mazur
Los conjuntos exiguos tienen una caracterización alternativa útil en términos del juego de Banach-Mazur.
Sea {\displaystyle Y} un espacio topológico, {\displaystyle {\mathcal {W}}} una familia de subconjuntos de {\displaystyle Y} que tienen interiores no vacíos de modo que cada conjunto abierto no vacío tenga un subconjunto perteneciente a {\displaystyle {\mathcal {W}},} y {\displaystyle X} sea cualquier subconjunto de {\displaystyle Y}. Y a continuación, se considera el juego de Banach-Mazur {\displaystyle MZ(X,Y,{\mathcal {W}})}.
En el juego Banach-Mazur, dos jugadores, {\displaystyle P} y {\displaystyle Q}, eligen alternativamente elementos sucesivamente más pequeños de {\displaystyle {\mathcal {W}}} para producir una secuencia {\displaystyle W_{1}\supseteq W_{2}\supseteq W_{3}\supseteq \cdots }. El jugador {\displaystyle P} gana si la intersección de esta secuencia contiene un punto en {\displaystyle X}; de lo contrario, gana el jugador {\displaystyle Q}.
| Teorema Para cualquier {\displaystyle {\mathcal {W}}} que cumpla los criterios anteriores, el jugador {\displaystyle Q} tiene una estrategia ganadora si y solo si {\displaystyle X} es exiguo. |

## Dualidad de Erdos-Sierpinski
Muchos argumentos sobre conjuntos exiguos también se aplican a conjuntos nulos, es decir, conjuntos de medida de Lebesgue 0. El teorema de dualidad de Erdos-Sierpinski establece que si la hipótesis del continuo se cumple, existe una involución de reales a reales donde la imagen de un conjunto nulo de reales es un conjunto exiguo, y viceversa. De hecho, la imagen de un conjunto de reales bajo la aplicación es nula si y solo si el conjunto original era exiguo, y viceversa.